# Vsičko mi vze
Vsičko mi vze è un singolo della cantante bulgara Andrea, pubblicato il 24 dicembre 2016.

## Video musicale
Il videoclip è stato girato a Santa Monica e Hollywood in parallelo con il precedente.